# Kelsey Chow
Kelsey Asbille Chow (Columbia, 1991. szeptember 9. –) amerikai színésznő.
Legismertebb alakításai a 2010 és 2013 között futó Király páros című szituációs komédiában, valamint a Teen Wolf – Farkasbőrben című sorozatban voltak.

## Fiatalkora
Szülei Dr. James Chow és Jean Chow. Forest és Kiersten. Apja kínai, édesanyja amerikai. 2010-ben a színésznő elmondta, hogy apja azt akarta, lánya képes legyen folyékonyan kínaiul beszélni, valamint a hagyományos kínai írásjeleket olvasni. 2017-ben, amikor amerikai őslakos szerepekben tűnt fel, azt állította, a Cherokee indiánok keleti törzséből származik, de a törzs azt nyilatkozta, hogy nem szerepel a nyilvántartásaikban és nem találtak bizonyítékot arra, hogy leszármazott lenne.
A Hammond School középiskolába járt, majd a Columbia Egyetemen emberi jogokat tanult.

## Pályafutása
Először színházakban játszott, majd 2005-ben, 13 évesen megkapta első televíziós szerepét: Gigi Silverit játszotta a Tuti gimiben, egészen 2009-ig. 2008-ban vendégszerepelt a Zack és Cody élete egyik epizódjában. A Disney Channel saját gyártású, Bátyám, a főcserkészlány című filmjében is szerepelt.
2010 és 2013 között Mikayla szerepében volt látható a Disney XD-s Király párosban. 2012-ben szerepelt A csodálatos Pókember, majd a Fuss című filmekben. 2014-ben a Fox Hieroglyph  című tervezett drámasorozatában kapott volna szerepet, azonban azt még a bemutató előtt törölték.
2015-ben Stefanie Scott-tal együtt szerepelt Hayley Kiyoko Girls Like Girls című videóklipjében. Tracy Stewart szerepét kapta meg a Teen Wolf – Farkasbőrben ötödik évadjában. 2017-ben játszott a Wind River – Gyilkos nyomon filmben, 2018-tól a Yellowstone című sorozatban látható.
2017-ig Kelsey Chow néven szerepelt filmjeiben, újabb szerepeit Kelsey Asbille-ként tölti be.

## Magánélete
2012 óta William Mosesley brit színésszel van együtt.

## Filmográfia

### Film
| Év   | Magyar cím                  | Eredeti cím            | Szerep            | Magyar hang        |
| ---- | --------------------------- | ---------------------- | ----------------- | ------------------ |
| 2009 |                             | My Sweet Misery        | barátnő a múltból |                    |
| 2010 | Bátyám, a főcserkészlány    | Den Brother            | Matisse Burrows   |                    |
| 2012 | A csodálatos pókember       | The Amazing Spider-Man | Sally Avril       |                    |
| 2013 | Fuss                        | Run                    | Emily Baltimore   | Kardos Eszter      |
| 2013 | Vágyak nyomában             | The Wine of Summer     | Brit              | Bogdányi Titanilla |
| 2014 |                             | Found Footage          | lány              |                    |
| 2015 |                             | Chicago Sanitation     | csatornatisztító  |                    |
| 2015 |                             | Full of Grace          | Zara              |                    |
| 2017 |                             | Brimming with Love     | Allie Morgan      |                    |
| 2017 | Wind River – Gyilkos nyomon | Wind River             | Natalie Hanson    | Dobó Enikő         |
| 2024 | Meg ne mozdulj              | Don't Move             | Iris              | Kelemen Kata       |

### Televízió
| Év        | Magyar cím               | Eredeti cím                       | Szerep          | Megjegyzések                                                      |
| --------- | ------------------------ | --------------------------------- | --------------- | ----------------------------------------------------------------- |
| 2005–2009 | Tuti gimi                | One Tree Hill                     | Gigi Silveri    | - visszatérő szereplő (18 epizód) - magyar hangja: - Molnár Ilona |
| 2008      | Zack és Cody élete       | The Suite Life of Zack & Cody     | Dakota          | 1 epizód                                                          |
| 2010–2013 | Király páros             | Pair of Kings                     | Mikayla Makoola | - főszereplő - magyar hangja: - Bogdányi Titanilla                |
| 2011      |                          | Disney's Friends for Change Games | önmaga          | piros csapat tagja                                                |
| 2012      | Punk’d – SztÁruló        | Punk’d                            | önmaga          | 1 epizód                                                          |
| 2014      | Papás-Babás              | Baby Daddy                        | Stephanie       | 1 epizód                                                          |
| 2015–2016 | Teen Wolf – Farkasbőrben | Teen Wolf                         | Tracy Stewart   | visszatérő szereplő (13 epizód)                                   |
| 2016      |                          | Embeds                            | Marissa         | főszereplő (6 epizód)                                             |
| 2018      | Kávéházi kerítő          | Brimming with Love                | Allie Morgan    | tévéfilm                                                          |
| 2018      |                          | Splitting Up Together             | Charlotte       | visszatérő szereplő (2 epizód)                                    |
| 2018–2024 | Yellowstone              | Yellowstone                       | Monica Dutton   | - főszereplő - magyar hangja: - Kardos Eszter                     |
| 2020      | Fargo                    | Fargo                             | Swanee Capps    | visszatérő szereplő (4. évad)                                     |

## Fordítás
- Ez a szócikk részben vagy egészben  a   Kelsey Asbille című angol Wikipédia-szócikk fordításán alapul.  Az eredeti cikk szerkesztőit annak laptörténete sorolja fel. Ez a jelzés csupán a megfogalmazás eredetét és a szerzői jogokat jelzi, nem szolgál a cikkben szereplő információk forrásmegjelöléseként.